# Fedra (nome)
Fedra  è un nome proprio di persona italiano femminile.

## Varianti
- Maschili: Fedro

### Varianti in altre lingue
- Greco antico: Φαίδρα (Phaidra)[1]
  - Maschili: Φαῖδρος (Phaidros)
- Inglese: Phaedra[2]
- Latino: Phaedra[1]
  - Maschili: Phaedros

## Origine e diffusione
Deriva dal nome greco Φαιδρα (Phaidra), latinizzato in Phaedra; si basa sul termine φαιδρος (phaidros), "brillante", ed è quindi analogo per significato ai nomi Berta, Niamh, Zahra e Chiara.
Nella mitologia greca Fedra è un personaggio dal destino tragico, moglie di Teseo, che si innamorò del suo figliastro Ippolito e si uccise dopo che egli la respinse.

## Onomastico
Il nome è adespota, cioè non c'è mai stata una santa Fedra. L'onomastico ricorre il 1º novembre, festa di Ognissanti.

## Persone

### Variante maschile Fedro
- Fedro, scrittore romano
- Fedro, filosofo greco

## Il nome nelle arti
- Phèdre nó Delaunay è un personaggio delle serie di romanzi delle trilogie di Kushiel e di Imriel, scritte da Jacqueline Carey.